# Václav Johanus
Václav Johanus (6. červenec 1947 České Budějovice – 23. únor 2024 České Budějovice) byl český grafik, ilustrátor, karikaturista, zakladatel a majitel českobudějovické Galerie Hrozen.

## Život a dílo

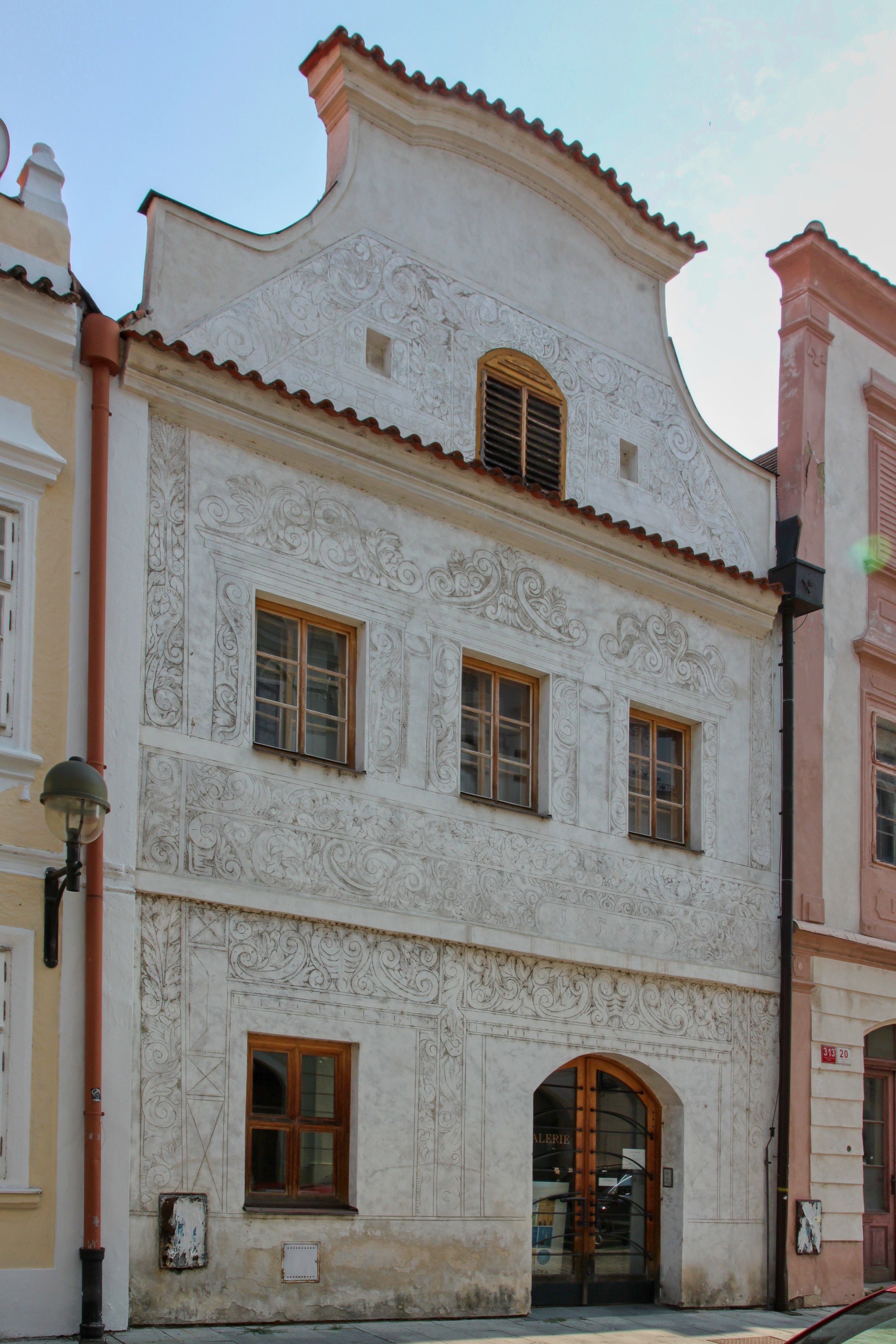
Dům v Hroznové ulici v Českých Budějovicích, kde Václav Johanus bydlel a kde v roce 1998 otevřel Galerii Hrozen

Václav Johanus se narodil 6. července 1947 v Českých Budějovicích, kde žil a pracoval celý život. Původním zaměřením propagační grafik působil po celý profesní život v tzv. svobodném povolání. Výtvarná studia soukromá. Byl členem Svazu českých výtvarných umělců, Unie výtvarných umělců, Sdružení Bienále Brno a členem Asociace jihočeských výtvarníků. Byl rovněž členem volného sdružení výtvarníků Mladí jihočeští výtvarní umělci, se kterými v letech 1979–1986 vystavoval.
Ve své profesionální výtvarné tvorbě se věnoval grafice, typografii, knižní a novinové ilustraci, koláži a kreslenému humoru. Na českou výtvarnou scénu vstoupil razantně v oblasti kresleného humoru ve druhé polovině 60. let s originální přísně geometrickou černou kresbou, inspirovanou lidovým folklorem. Z té doby jej čtenáři znají např. z ilustrací Mladého světa, Dikobrazu, Stadionu, Domova a dalších tiskovin. Kreslený humor a novinová kresba jako výtvarně úsporná glosa aktuálních témat byla autorovou celoživotní srdeční záležitostí. Postupně vznikly tisíce obrázků, kreslených vtipů, novinových, časopiseckých a knižních ilustrací, které se objevovaly v desítkách časopisů a novin jako Světová literatura, Student, Telegraf, Škrt, Reportér, Květy, Věda a technika mládeži, Gramorevue, Kino, Fotografie, Tvorba, Čs. architekt, Jihočeská univerzita a další. S Učitelskými novinami a Deníky Bohemia (původně Jihočeskou pravdou) s tematickými přílohami (mj. Junior Deník pro děti) výtvarně spolupracoval více než padesát let. Poprvé byla jeho kresba otištěna v roce 1965 v tehdejším deníku Jihočeská pravda. Po roce 1989 spolupracoval s odborně zaměřenými tiskovinami, např. Hospodářské noviny, Ekonom, Bankovnictví nebo Právní rádce.
Od poloviny sedmdesátých let se věnoval grafice a rozměrnějším formátům temper. I do těchto výtvarných disciplín přenesl zjednodušenou až strohou formu, poetiku a humor. Mimořádný respekt získaly především vícebarevné – v začátcích až dvacetibarevné serigrafie. Vznikaly ve spolupráci s profesionálními tiskaři a v autorově pojetí vynikají absolutně přesným soutiskem plných barevných ploch. V oblasti užité grafiky vytvářel firemní tiskoviny, logotypy, grafické listy, příležitostné tisky, plakáty, stolní a nástěnné kalendáře, novoročenky apod., včetně grafické úpravy a typografie. K významným realizacím patřily např. ty pro Všeobecnou zdravotní pojišťovnu ČR, Českou pojišťovnu, ČEZ, Koh-i-noor Hardtmuth, Jihočeskou energetiku a řadu dalších.
Václav Johanus v sedmdesátých letech inicioval pravidelná setkání karikaturistů v Jihočeských papírnách ve Větřní u Českého Krumlova, kterých se účastnili Miroslav Barták, Jiří Daniel, Jan Hrubý, Václav Johanus, Vladimír Jiránek, Petr Juřena, Jaroslav Kerles, Vladimír Renčín, Jiří Slíva, Jiří Šalamoun a Vlastimil Zábranský. Pravidelně se účastnil v letech 1978 až 2010 Salonů kresleného humoru v Malostranské besedě v Praze. Zemřel v Českých Budějovicích 23. února 2024.

### Tvorba pro děti i dospělé
Svými ilustracemi opatřil více něž čtyřicet knih různého zaměření pro děti i dospělé čtenáře. Výtvarně spolupracoval s vydavatelstvím Růže, Pressfoto, Supraphon a Panton a s Malým divadlem a Jihočeským divadlem v Českých Budějovicích. Pro děti kreslil, mimo jiné, v časopisech Sluníčko, Pionýr a Ohníček, vytvářel leporela (Zvířátka a sluníčko),pexesa (Angličtina hrou pro nejmenší), omalovánky,(Zvířátka z Afriky) a vystřihovánky (Rybář; Vařila myšička kašičku, Zvířátka v zimě). Spolupracoval s architekty při realizaci nových prostor pro děti ve školkách a nemocnicích, podílel se tak na výtvarném řešení interiérů několika školek, např. v Soběslavi a dětských nemocničních pavilonů v Českých Budějovicích. Výtvarně spolupracoval s Československou televizí (mj. na seriálu pro mateřské školy; animované obrázky namluvil Per Nárožný; Jihočeská koleda, Setkání s písničkou a kresbami V. Johanuse).

### Galerie Hrozen
V roce 1998 založil a otevřel v Českých Budějovicích v Hroznové ulici uměleckou Galerii Hrozen.Galerie Hrozen se zaměřovala na prezentaci uměleckých děl předních tuzemských a zahraničních grafiků, ilustrátorů, typografů, grafických designérů a karikaturistů od šedesátých let minulého století po současnost. Svým zaměřením byla jedinou galerijní expozicí svého druhu v rámci jihočeského regionu. Galerie Hrozen zahájila činnost v rekonstruovaných prostorách historického renesančního měšťanského domu v Hroznové ulici 22 v Českých Budějovicích, v blízkosti dominanty města Černé věže. Bohaté vrcholně renesanční sgrafitové průčelí domu s dochovaným negativem polovalbové konstrukce krovu je jedinečnou architektonickou památkou. Centrálním výstavním prostorem galerie byl přízemní mázhaus s valenou klenbou. Do ničivých povodní v roce 2002 byl součástí galerie také podzemní prostor, který si udržel původní středověký charakter: sloužil k vystavování keramiky, skla a šperku. Přilehlý dvorek byl využíván pro sezónní výstavy exteriérové plastiky. Díky renomé ve výtvarném světě a osobním kontaktům přivedl Václav Johanus na jih Čech řadu špičkových tuzemských a zahraničních umělců, kteří se zde představili v rámci více než stovky samostatných a tematicky zaměřených výstav. 
V Galerii Hrozen se v letech 1998-2024 představili mj. tito autoři: Adolf Born, Jiří Kolář, Jiří Šalamoun, Josef Paleček, Pavel Sukdolák, Eva Hašková, Jan Kavan, Eduard Ovčáček, Berenika Ovčáčková, Aleš Lamr, Eva Vlasáková, Jolana Kimlová, Zdeněk Mézl, Jaroslav Sůra, Václav Johanus, Václav Kabát, Zdena Kabátová Táborská, Eva Janíčková, James Janíček, Emílie Tomanová, Oldřich Smutný, Jan Solpera, Jan Rajlich st., František Štorm, Karel Aubrecht, Radomír Postl, Marie Tichá, Gabriel Filcík, Lucie Dvořáková, Jindra Čapek, Stanislav Holý, Miroslav Barták, Vladimír Jiránek, Vladimír Renčín, Jan Hrubý, Petr Juřena, Pavel Matuška, Jiří Slíva, Dušan Pálka, Vlastimil Zábranský, Herbert Kisza, Francois Oberfalcer, Dušan Poľakovič, Blanka Votavová, Dagmar Mezricky, Wolfgang Zelmer a další autoři. 
Každoročně byl věnován prostor také významným jihočeským autorům: vystavovali zde Karel Valter, Miloslav Nováček, Jiří Müller, Igor Müller, František Peterka, Jiří Tichý, Miloslav Cicvárek, Jan Halla, Jaroslav Křišťan. Galerie založila, ve spolupráci s firmou Koh-i-noor Hardtmuth, a.s., v roce 1999 tradici udílení Ceny za nejlepší ilustraci dětské knihy za předchozí rok, spojenou s výstavou oceněného ilustrátora (J. Paleček, M. Tichá, S. Holý, J. Čapek, G. Filcík, L. Dvořáková). Program galerie zahrnoval rovněž výstavy pro děti (mj. ilustrátoři časopisu Sluníčko) a další akce zaměřené na středoškolskou a vysokoškolskou mládež (výstava Vědecké publikace na Jihočeské univerzitě k 15. výročí univerzity, hračky studentů SUPŠ Praha 3). Návštěvníci mohli sledovat i mimořádné průniky do dalších výtvarných oblastí jako je fotografie – Michal Tůma: výstava k poctě památky Jana Palacha; plastika – Stanislava Kavanová, Vladimír Preclík, Vlastimil Teska; autorské knihy a autorské ruční papíry - Jiří H. Kocman; výstava předních současných šperkařů Eros; benefiční výstava 58 autorů včetně zahraničních: Kolegové z kolegiality. K pravidelně pořádaným akcím patřil vánoční a novoroční prodej grafik, drobných tisků, vánočních přání a novoročenek. K většině výstav a akcí byla připravována autorská pozvánka, katalog a plakát.

### Členství
- Asociace jihočeských výtvarníků
- Sdružení Bienále Brno
- Mladí jihočeští umělci
- Český fond výtvarných umění

### Ocenění
- 1976 – II. cena Koospolu
- 1977 – Cena na Bienále v Krakově
- 1977 – Cena Jihočeského krajského národního výboru za grafiku a hračky
- 1978 – Cena za plakát v Rize
- 1979 a 1980 – Ceny za karikaturu v Rzeszówě
- 2011 – Medaile primátora města České Budějovice – Za zásluhy v oblasti umění (za vlastní uměleckou tvorbu a vybudování prestižní Galerie Hrozen)[19]
- 2016 – Cena hejtmana Jihočeského kraje Zlatá šupina[20]

### Knižní ilustrace - výběr
- Proud: sborník Klubu mladých autorů. Obálka a ilustrace Václav JOHANUS. 1. vyd. České Budějovice : Růže, 1972. 132 s.
- KLIMEŠ, Jiří: Příběhy z papíru. Větřní u Českého Krumlova: Jihočeské papírny n.p.1978. 22 s.
- VRABEC, Vilém. Jihočeský kapr v naší a zahraniční kuchyni. České Budějovice: Jihočeské nakladatelství 1979. 100 s.
- Papírový humor. Ilustrace Miroslav BARTÁK, Jiří DANIEL, Jan HRUBÝ, Vladimír JIRÁNEK, Václav JOHANUS, Petr JUŘENA, Jaroslav KERLES, Vladimír RENČÍN, Jiří SLÍVA, Vlastimil ZÁBRANSKÝ. Obálka a grafická úprava Václav JOHANUS. Jihočeské papírny, n. p. Větřní, závod Artypa Holubov,1980. 138 s.
- TOMAN, Vlastislav. Trampoty s kapitánem. České Budějovice: Jihočeské nakladatelství,1981. 229 s.
- HAVEL, Jiří. Zvířátka a sluníčko.1.vyd.Praha: Panorama,1984
- KLIMEŠ, Jiří. Papír z jihu Čech. Ilustrace Václav JOHANUS. Větřní : Jihočeské papírny. 1984. 31 s.
- Namlouvání. Vybral a upravil Jan Krůta. Ilustrace Miroslav BARTÁK, Stanislav HOLÝ, Jan HRUBÝ, Vladimír JIRÁNEK, Václav JOHANUS, Dušan PÁLKA, Vladimír RENČÍN, Jiří SLÍVA, Jiří Vaněk, Jan VYČÍTAL. Praha : Práce, ve spolupráci s Mladým světem, 1985. 255 s.
- TOMAN, Vlastislav. Trampoty na pokračování. České Budějovice: Jihočeské nakladatelství, 1987. 359 s
- VLČKOVÁ, Alena. Koření; Houby; Víno. Ilustrace Miroslav BARTÁK, Václav JOHANUS, Petr JUŘENA, Jaroslav KERLES, Pavel Matuška, Mikl, Dušan Pálka, Jiří SLÍVA, Jan Vyčítal. Praha : Lidové nakladatelství, 1987, 477 s.
- KUKAŇ, Jiří. Na druhé straně jablka. Vyd.1.České Budějovice: Jihočeské nakladatelství,1989. 71 s.
- KLIMEŠ, Jiří. Papírový humor 2. Ilustrace Miroslav BARTÁK, Jan HRUBÝ, Vladimír JIRÁNEK, Václav JOHANUS, Vladimír RENČÍN, Jiří SLÍVA Vlastimil ZÁBRANSKÝ, Jaroslav KERLES, Jiří DANIEL, Petr JUŘENA. Barevné koláže Václav JOHANUS. Větřní : Jihočeské papírny, 1989.
- TUREK, Petr. Kniha o jihočeském hokeji.Vyd.1.České Budějovice: Jihočeské nakladatelství, 1990. 295 s.
- SKORUNKA, František. Pojď si hrát, měsíci. České Budějovice: Jihočeské nakladatelství Růže, 1991. 51 s. ISBN 80-7016-023-3
- KLIMEŠ, Jiří. Pohádky z našeho rybníka. Ilustrace Václav Johanus. České Budějovice : Jihočeské nakladatelství Růže, 1991. (nerealizováno)
- Jaderný humor = nuclear Humor = kern(-iger) Humor. Úvodní slovo Josef Kobra Kučera. Ilustrace BARTÁK, HRDÝ, HRUBÝ, JIRÁNEK, JOHANUS, JUŘENA, MATUŠKA RENČÍN, SLÍVA, KLOS; grafická úprava Václav JOHANUS, Jiří Müller. Praha : Nuklin, 1992. 63 s. ISBN 80-7073-042-0 I
- BONĚK, Václav. Kdo, jak a kdy vyplňuje daňová přiznání. Ilustrace Václav JOHANUS. České Budějovice : Actys, 1993. 118 s.
- Zvířátka z Afriky. Ilustrace Václav Johanus. Omalovánky. Vydala Česká spořitelna, a. s., u vydavatele Iva Vanke, 1993.
- Světlo a teplo pro váš dům = Licht und Wärme für Ihr Haus = Light and warm for your house. ; Text Josef Kučera ; ilustr. BARTÁK, HRDÝ, HRUBÝ, JIRÁNEK, JOHANUS, JUŘENA, MATUŠKA, MIKL, RENČÍN, SLÍVA, ZÁBRANSKÝ ; grafická úprava Václav JOHANUS. České Budějovice : Agentura CéBé, 1993. 81 s. ISBN 80-900836-1-7
- BUMBOVÁ, Hana. Snář zábavný a poučný. Pištín: Firma Praktic, 2003. 68 s.
- ZUNTYCH, Zdeněk. 100 let SK Dynamo České Budějovice. Ilustrace Václav JOHANUS. České Budějovice : SK Dynamo České Budějovice, 2005. 231 s.
- Vědecké publikace na Jihočeské univerzitě (1991—2006). Výběr vědeckých monografií vydaný u příležitosti 15. výročí vzniku Jihočeské univerzity v Českých Budějovicích. Obálka, ilustrace, grafická úprava Václav JOHANUS. České Budějovice : Jihočeská univerzita, 2006. 81 s. ISBN 80-7040-878-2
- KELBLOVÁ, Miloslava. Lexikon nápojů. Ilustrace Václav JOHANUS. 1. vyd. Praha :Grada Publishing, a. s. 2006. 247 s., [8] s. obr. příl. ISBN 80-247-1463-9
- SKORUNKA, František. Zahrada zapomenutých vůní. Ilustrace Václav JOHANUS. Praha : CZ Books, 2006. 124 s. ISBN 80-903515-8-1
- ČERNÝ, Jiří. Kapka keltské krve v jižních Čechách. Obálka, ilustrace, grafická úprava Václav JOHANUS. České Budějovice : M-ARS, 2007.
- JOHANUS, Václav. Johanus: kresby, grafika, ilustrace. Úvodní text Josef Kučera, Jan Bauer. Obálka a grafická úprava Václav Johanus. České Budějovice : Galerie Hrozen, 2007.
- Vědecké publikace na Jihočeské univerzitě (1991-2006). Výběr vědeckých monografií vydaný u příležitosti 15. výročí vzniku Jihočeské univerzity v Českých Budějovicích s dodatky za rok 2007. Obálka, ilustrace, grafická úprava Václav JOHANUS. 2. dopl. vyd. České Budějovice : Jihočeská univerzita, 2008. 95 s.
- MIKEŠ, Vladimír. Proč se klepou řízky. Chemie v kuchyni. Ilustrace Václav JOHANUS. Praha: Dokořán, s. r. o., 2008. 199 s. ISBN 978-80-7363-143-7
- KOVÁŘ, Ladislav. Praktický houbař. Ilustrace Václav JOHANUS. Praha : Dokořán, s.r. o., 2010. 174 s.ISBN 978-80-7363-298-4
- KATRŇÁK, Tomáš. Na prahu dospělosti. Ilustrace Václav JOHANUS. Praha : Dokořán, s. r. o., 2011. 222 s. ISBN 978-80-7363-352-3
- ČERNÁK, Jiří. Čínské horoskopy. Ilustrace Václav JOHANUS. Praha : Euromedia Group, a. s., 2016. 168 s.
- JOHANUS, Václav. Václav Johanus: kresby, grafika, ilustrace, koláže = drawings, graphics, illustrations, collages. Úvodní text Jan Paul, redakce katalogu Hana Bumbová. Obálka a grafická úprava Václav Johanus . České Budějovice : Galerie Hrozen, 2016. 56 nečísl. stran.
- Český kreslený humor :(od 60. let po současnost) : Miroslav BARTÁK, Stanislav HOLÝ, Jan HRUBÝ, Vladimír JIRÁNEK, Václav JOHANUS, Dušan PÁLKA, Vladimír RENČÍN, Jiří SLÍVA: Kresby, grafika, malba. Grafická úprava Václav Johanus; redakce katalogu Hana Bumbová. České Budějovice : Galerie Hrozen, 2017. ISBN 978-80-270-3207-5
- KRŮTA, Jan. Krůtí brko: kousky času.[Praha]: Arcadia Art Agency, 2020. 398 stran. ISBN 978-80-903418-9-0

### Výstavy kolektivní – výběr
Zúčastnil se 220 kolektivních výstav doma i v zahraničí
- 1966 – České Budějovice, Klub mladých Beseda – Grafika
- 1969 – Písek, Oblastní muzeum – Celostátní přehlídka kresleného humoru / Praha, Galerie Mladá fronta – Celostátní přehlídka kresleného humoru / České Budějovice, Dům umění – Užité umění / České Budějovice, Muzeum – Celostátní přehlídka kresleného humoru
- 1972 – Frankfurt n. Mohanem
- 1975 – Český Krumlov, PROEMIUM
- 1976 – Most, Dikogalerie – Smějeme se s Dikobrazem / České Budějovice, Galerie mladých Beseda – Kreslený humor v týdeníku Stadión
- 1977 – Marostica (Itálie), Moskva, Krakov, Athény, Istanbul,Skopje, Brno, Moravská galerie, Dům pánů z Kunštátu – HOŘÍ – Deset autorů kresleného humoru / Praha, Malostranská beseda – Kreslíři v Jihočeských papírnách Větřní
- 1979 – Praha, Malostranská beseda – Jedenáctka Stadiónu – Kreslený humor
- 1979– (České Budějovice), 1980 (Tábor), 1980 (Blatná), 1980 (Český Krumlov), 1981 (Písek), 1982 (Jindřichův Hradec), 1983 (Most), 1983 (Štětín, Polsko), 1985 (Český Krumlov), 1986 (České Budějovice) – Mladí jihočeští výtvarní umělci
- 1980 – Praha, Malostranská beseda – 75 x HOŘÍ – Kreslený humor / Praha, Galerie Čs. spisovatel – Přehlídka kresleného humoru a karikatury / Praha, Kulturní středisko NDR – Roháč, Eulenspiegel, Dikobraz / Vodňany, Městská galerie – Kreslíři Dikobrazu / České Budějovice, Dům umění – Třicet let výtvarného umění a architektury v jižních Čechách / Brno, Dům umění – Dům pánů z Kunštátu – Současná česká kresba / Brno, Dům umění – Mezinárodní bienále užité grafiky
- 1982 – Český Krumlov, Muzeum – Kreslený humor (Setkání karikaturistů, Papírny Větřní) / Opava, Dům umění – Kreslíři Dikobrazu / Praha, Dům Umění knihy – Kreslíři Dikobrazu / Praha, Galerie Čs. spisovatel – Člověk a příroda
- 1983 – Praha, Galerie Mladá fronta – 100+1 salonů kresleného humoru / Praha, Staroměstská radnice – Kreslený humor a grafika k výročí J. Haška / Bratislava, GMBH – Kreslený humor a grafika k výročí J. Haška / Česká Lípa, Muzeum – 100 x pojištěný úsměv
- 1984 Praha, Atrium – Kreslený humor do taktu / Praha, Galerie Čs. spisovatel – Kresby k Roku hudby / Žilina, Považská galerie umění – Eko plakát / Nové Město nad Metují – Kreslený humor (Hrdý, Johanus, Mikl, Vyčítal)
- 1985 – České Budějovice, Galerie Dílo – Veselá grafika (Born, Holý, Johanus, Šalamoun) / Praha, Galerie Umění knihy – Kreslíři Dikobrazu / Frenštát pod Radhoštěm – Kreslíři časopisu Stadión (Johanus, Kovařík, Vico)
- 1986 – Slavonski Brod ( býv. Jugoslávie), Ankara
- 1986 – Hradec Králové, Galerie Na mostě – Žeň čs. ex – libris / Praha, Špálova galerie – Karikaturisté k Mezinárodnímu roku míru
- 1987 – Karlovy Vary – Přehlídka plakátů k festivalu Tourfilm / Praha, Galerie D – Grafické techniky III. – Sítotisk a serigrafie
- 1988 – Linec, Gabrovo, Londýn, Zürich
- 1988 – Praha, Malostranská beseda – 150. Salon kresleného humoru / České Budějovice - Muzeum - Užitá grafika v jižních Čechách
- 1989 – Gabrovo, Londýn
- 1990 – Hluboká nad Vltavou (AJG)
- 1991 – Freistadt, České Budějovice, Dům umění – Salon jihočeských výtvarných umělců / Brno, Galerie Sýpka – Jak liška udělala kotrmelec, aneb To jsme tedy nečekali (výstava pro děti) / Český Krumlov, Muzeum – Ilustrátoři časopisu Sluníčko
- 1992 – Brno, Moravská galerie – Mezinárodní bienále užité grafiky / České Budějovice, Galerie U Slunce – Úsměvy – Obrazy a grafika (Born, Holý, Johanus, Slíva, Šalamoun, Zábranský) / České Budějovice, Galerie Mladá fronta – Ilustrátoři časopisu Sluníčko
- 1993 – Havlíčkův Brod, Galerie výtvarného umění – Současná česká ilustrační tvorba / Praha, Mladá fronta - Světlo a teplo pro váš dům – Kreslený humor
- 1994 – Brno, Moravská galerie – Mezinárodní bienále užité grafiky
- 1997 – Praha, Galerie Portheimka – Ilustrátoři Sluníčka (k 30. výročí časopisu)
- 1998 – Praha, Malostranská beseda – Deset autorů kresleného humoru / Havlíčkův Brod, Galerie výtvarného umění – Současná česká ilustrační tvorba / Týn nad Vltavou, Městské muzeum – Tvůrci animovaného filmu a ilustrátoři dětské knihy / Týn nad Vltavou, Městské muzeum – Kreslený humor (Barták, Holý, Jiránek, Johanus, Pálka, Renčín) / České Budějovice, Dům kultury – Intersalon AJV
- 1999 – Havlíčkův Brod, Galerie výtvarného umění – Současná česká ilustrační tvorba / České Budějovice, Galerie Hrozen – Ilustrátoři Sluníčka / Týn nad Vltavou, Galerie Art–club – Vltavotýnské výtvarné dvorky / Ostrava, Galerie výtvarného umění – Asociace jihočeských výtvarníků / Praha, Nová síň – Asociace jihočeských výtvarníků
- 2000 – České Budějovice, Dům kultury – Intersalon AJV / Týn nad Vltavou, Galerie Art–club -Vltavotýnské výtvarné dvorky
- 2001 – Havlíčkův Brod, Galerie výtvarného umění – Současná česká ilustrační tvorba / České Budějovice, Dům kultury – Intersalon AJV
- 2002 – Svitavy, Městské muzeum a galerie – Současná česká ilustrační tvorba / Havlíčkův Brod, Galerie výtvarného umění – Současná česká ilustrační tvorba
- 2003 – Havlíčkův Brod, Galerie výtvarného umění – Současná česká ilustrační tvorba
- 2004 – Brno, Galerie 10 – Horizonty ilustrace – Mezinárodní výstava současné ilustrace / Brno, Galerie 10 – Mezinárodní výstava novoročenek / České Budějovice, Dům kultury – Intersalon AJV
- 2005 – Český Krumlov, Městská galerie – Miniatury, ilustrace, volná tvorba / Havlíčkův Brod, Galerie výtvarného umění – Současná česká ilustrační tvorba / České Budějovice, Jihočeské muzeum - Intersalon AJV
- 2006 – Brno, Galerie HaDivadlo – Novoročenky (31. výstava SBB z cyklu Brno – hl. město grafického desig
- 2007 – Prachatice, Galerie Dolní brána – Asociace jihočeských výtvarníků / Havlíčkův Brod, Galerie výtvarného umění – Současná česká ilustrační tvorba / Písek, Prácheňské muzeum – Mladí jihočeští výtvarní umělci po 25 letech
- 2008 – Týn nad Vltavou, Městská galerie U Zlatého slunce – Vltavotýnské výtvarné dvorky
- 2009 – Týn nad Vltavou, Městská galerie U Zlatého slunce – Vltavotýnské výtvarné dvorky
- 2011 – Brno, Galerie HaDivadlo – Členská výstava k 20. výročí Sdružení Bienále Brno
- 2014 – Týn nad Vltavou, Městská galerie U Zlatého slunce – Vltavotýnské výtvarné dvorky / České Budějovice, Alšova jihočeská galerie – Intersalon AJV / Prachatice, Galerie Dolní brána – Asociace jihočeských výtvarníků
- 2015 – Plumlov, Zámek - Veselé prázdniny – Kreslený humor a grafika (Barták, Holý, Hrubý, Jiránek, Johanus, Pálka, Slíva) / Týn nad Vltavou, Městská galerie U Zlatého slunce Vltavotýnské výtvarné dvorky
- 2016 – Tábor, Husitské muzeum – Intersalon AJV
- 2017 – Praha, Národní technické muzeum - Mezi uměním a řemeslem. Grafické techniky ve stoleté historii SČUG Hollar Praha / České Budějovice, Galerie Hrozen – Český kreslený humor od 60. let po současnost - Kresby, grafika, malba (Barták, Born, Holý, Hrubý, Jiránek, Johanus, Pálka, Renčín, Slíva) / České Budějovice, Galerie Mariánská – Intersalon AJV / Týn nad Vltavou, Městská galerie – Dům U Zlatého slunce – Vltavotýnské symposium drobné grafiky 2017
- 2018 – Brno, Scala - SBB: VISION 100 / 1918…2018, Mezinárodní výstava k 100. výročí vzniku Československa / Opava, Knihovna Petra Bezruče – SBB: VISION 100 / 1918…2018 – nové plakáty, Mezinárodní výstava k 100. výročí vzniku Československa
- 2020 – Brno, Moravská galerie, Místodržitelský palác - JR100: 100 plakátů ×100 pozvaných designérů – grafický design

Pravidelně se zúčastňoval přehlídek české ilustrace a mezinárodního Bienále užité grafiky a ilustrace Brno.

### Autorské výstavy – výběr
Uspořádal více než stovku samostatných výstav. Jeho uměleckou tvorbu charakterizuje nezaměnitelný rukopis postavený na grafickém základě, zjednodušená až strohá výtvarná forma, humorná zkratka nebo metafora, poetická nadsázka, smysl pro pointu a do precizního detailu dovedené zpracování.Jeho díla jsou výtvarně čistá. Osobitým stylem výrazně spoluutvářel podobu českého kresleného humoru a knižní ilustrace. Vyhovovalo mu střídání výtvarných disciplín a později se zaměřil také na techniku koláže: typické jsou propracované a v detailech dotažené černobílé nebo kolorované koláže s převážně prvorepublikovým koloritem. K tomu si také systematicky vytvářel jedinečný rozsáhlý archiv.
- 1965 – České Budějovice, Vysokoškolský klub 17. listopadu – Obrazy, kresby
- 1966 – Novosibirsk – Kresby / České Budějovice, Klub mladých Beseda – Obrazy, kresby
- 1967 – Kroměříž, Dům knihy – Grafika / Praha, ÚDA – Grafika
- 1968 – Praha, ÚDA – Kresby
- 1972 – Český Krumlov Okresní muzeum – Kreslený humor / Brno, Makrobiologický ústav ČSAV – Kreslený humor
- 1975 – Kaplice, Kulturní středisko – Ilustrace, hračky
- 1976 – Nové Hrady, Zámek – Kresby, ilustrace, plakáty
- 1977 – Praha, Hrad - Dům československých dětí – Ilustrace, obrázky pro děti
- 1978 – Praha, Malostranská beseda – Kreslený humor / Praha, Klub mládeže Michalská – Obrázky pro děti a dospělé
- 1979 – České Budějovice, Dílo - Obrázky pro děti i dospělé
- 1980 – České Budějovice, Výstavní síň Památkové péče – Obrázky a ilustrace pro děti i dospělé
- 1982 – Litvínov, Dikogalerie – Kreslený humor / České Budějovice, Výstavní síň Památkové péče – Kresby, grafik
- 1983 – Český Krumlov, Okresní muzeum – Kresby, grafika, ilustrace / Písek, Okresní muzeum – Obrázky a ilustrace pro děti i dospělé / Hradec Králové, Galerie Dílo – Obrázky pro děti a dospělé / Havířov – Galerie Dílo – Obrázky a serigrafie pro děti a dospělé / Praha, Galerie Umění knihy – Grafika, ilustrace
- 1984 – Praha, Mladá fronta – Kresby, grafika / Strakonice, Muzeum středního Pootaví – Obrázky, ilustrace, serigrafie
- 1985 – Plzeň, Galerie Luna – Kresby, grafika / České Budějovice, Dílo - Grafika
- 1986 – Hluboká nad Vltavou, Zámek Ohrada – Kresby, grafika, ilustrace
- 1987 – Přerov, Galerie Dílo – Obrázky, serigrafie pro děti i dospělé
- 1988 – Liberec, Malá výstavní síň – Kresby, grafika, ilustrace
- 1989 – Volyně, Městské muzeum – Serigrafie a ilustrace
- 1995 – Olomouc, Galerie Dílo – Kresby, grafika
- 2000 – Děčín, Galerie Hefaistos – Grafika / Soběslav, Galerie v kostele svatého Marka – Kresby, grafika, ilustrace
- 2003 – Přerov, Galerie Centrum – Kresby, grafika, ilustrace
- 2007 – Praha, Galerie Carpe Diem – Kresby, grafika, ilustrace / České Budějovice, Galerie Hrozen – Kresby, grafika, ilustrace
- 2008 – Praha, Galerie Chodovská tvrz – 3x Johanus – Ilustrace, grafika, volná tvorba / Hluboká nad Vltavou, Galerie Knížecí dvůr – Kresby, grafika, ilustrace / Milevsko, Milevské muzeum – Kresby, grafika, ilustrace, koláže / České Budějovice, Galerie Hrozen – Podzimní den – Tempery a grafika
- 2009 – Suhl (Německo), Galerie im Congress Centrum – Grafika / Týn nad Vltavou, Městská galerie U Zlatého slunce – 3x Johanus – Volná tvorba
- 2013 – České Budějovice, Galerie Hrozen – Originály, grafika, ilustrace
- 2015 – České Budějovice, Galerie Hrozen – Barevný rok – Originály, grafika, ilustrace
- 2016 – Praha, Galerie u lávky – A barevně plují dny – Kresby, grafika, ilustrace
- 2017 – České Budějovice, Galerie Hrozen – Krajiny snů - Originály, grafika, ilustrace
- 2018 – Tábor, Galerie U Radnice – Retrospektiva – Originály, grafika, ilustrace, koláže / České Budějovice, Galerie Hrozen – Originály a grafika
- 2019 – Týn nad Vltavou, Městská galerie – Nic není nemožné – Kresby, grafika, ilustrace, koláže
- 2020 – Písek, Městská knihovna – Procházky krajinou - Originály a grafika
- 2022 – České Budějovice, Oční klinika Lexum – Mýma očima - Originály a grafika

K respektovaným grafickým počinům posledních let patřila účast na reprezentativní výstavě Grafické techniky ve stoleté historii Hollaru, v Národním technickém muzeu v Praze (2017),kde představil grafickou techniku serigrafie (sítotisk). V roce 2018 prezentoval typografickou tvorbu na mezinárodní výstavě plakátů v jihočínském Šen-Čenu, kterou připravilo Sdružení Bienále Brno k 100. výročí Československa.
Jeho dílo je zastoupeno v domácích i zahraničních sbírkách (Skopje, Istanbul, Havana).